# Superflex

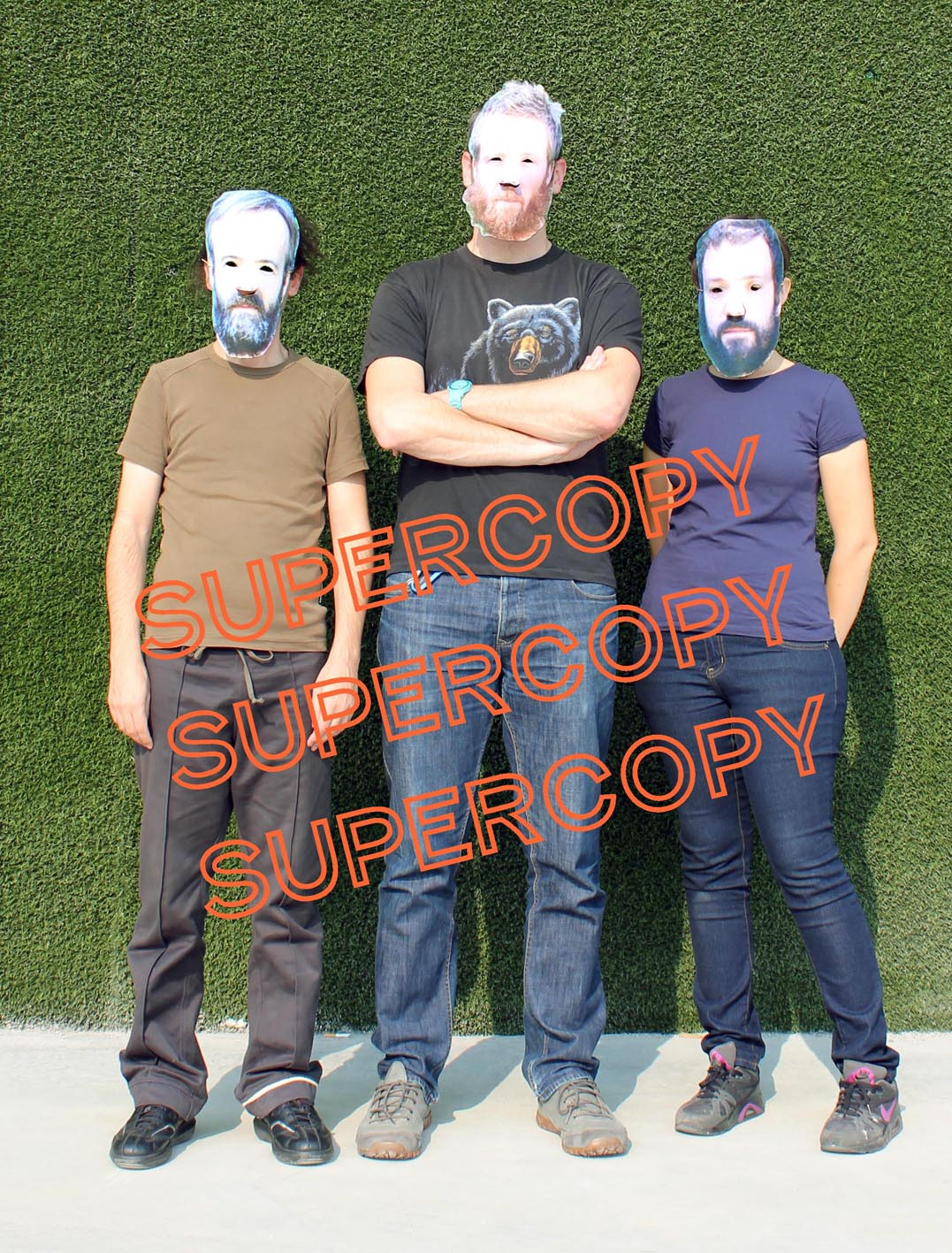
Supercopy av Superflex.

Superflex är en dansk konstnärsgrupp som arbetat tillsammans sedan 1993, verksam i Köpenhamn och som består av Rasmus Nielsen (1969), Jakob Fenger (1968) och Björnstjerne Christiansen (1969). Utöver dessa tre knyts ett flertal internationella samarbetspartners till enskilda projekt.
Gruppen arbetar med projekt som rör makt, demokrati och självorganisering. De har bland annat gjort projekt i Thailand, Europa och Brasilien där de försöker blotta och ifrågasätta rådande ekonomiska strukturer och ändra balansen mellan producenter och konsumenter.

## Projekt
Alla deras projekt bär prefixet Super- och de själva brukar tala om dessa projekt i termer av verktyg - verktyg för att skapa faktiska alternativ.

### Super-
Ett av deras "verktyg" är Supercopy vilket är ett projekt som ifrågasätter lagar kring upphovsrätt. Ett annat projekt var Supergas där de försökte skapa hållbara lösningar för elproduktion med hjälp av biogas i outvecklade områden i Afrika. Ett projekt som utfördes med hjälp av dessa båda verktyg, Supercopy och Supergas var när de utgick ifrån den danska designikonen PH-lampan av Poul Henningsen och byggde om den för att fungera som biogaslampa att användas i byar i Afrika.

### Guaraná Power
Ett annat större uppmärksammat projekt är Guaraná Power som först visades vid Venedigbiennalen 2004. Projektet började med att gruppen bjöds in 2003 av den lokala regimen i Amazonas för att göra research. De intresserade sig för produkten guaraná och hamnade därför i Maués i centrala Amazonas som är centrum för Brasiliens guaranáodling. Där kom de i kontakt med ett kooperativ av guaranáodlande bönder som förklarade hur de stora uppköparna pressat priset på guaraná med närmare 80% under de senaste åren. Tillsammans med Superflex tog de fram den egna läskedrycken Guaraná Power som ett sätt att bryta de multinationella bolagens monopol och därmed deras prispress på guaranábären. Denna dryck tas idag fram av stiftelsen The Power Foundation.

### Free beer
Free beer är ett projekt som går ut på att receptet till ett öl licensierats enligt en open-source-licens.